# Bigram
Bigram či digram je posloupnost dvou sousedících prvků v řetězci tokenů, typicky písmen, slabik nebo slov. Bigram je n-gram pro n=2. Frekvenční distribuce každého bigramu v řetězci se běžně používá pro jednoduchou statistickou analýzu textu v mnoha aplikacích včetně počítačové lingvistiky, kryptografie, rozpoznávání řeči a podobně.

## Využití
Bigramy jsou používány v nejúspěšnějších jazykových modelech pro rozpoznávání řeči. Jsou speciálním typem n-gramu.
Bigramové frekvenční útoky mohou být použity v kryptografii k luštění kryptogramů.
Bigramová frekvence je jedním ze způsobů statistické jazykové identifikace.